# Franklin (New Jersey)
Franklin, auch bekannt als „the Fluorescent Mineral Capital of the World“ (übersetzt: Welthauptstadt der fluoreszierenden Minerale), ist eine Gemeinde im Sussex County von New Jersey an der Ostküste der Vereinigten Staaten. Das U.S. Census Bureau hat bei der Volkszählung 2020 eine Einwohnerzahl von 4.912 ermittelt.

## Geographie
Entsprechend der Behörde für Bevölkerungsstatistik umfasst das Stadtgebiet eine Gesamtfläche von etwa 11,8 km², wovon etwa 11,6 km² auf Land und etwa 0,2 km² auf Wasser entfallen. Der US-Volkszählung 2010 nach betrug die Einwohnerzahl 5160.

## Geschichte
Gegründet wurde Franklin etwa um 1600 als Bergbausiedlung nahe der auch als „Franklin-Ofen“ bekannten „Franklin Mine“. Da das Gebiet über einem sehr mineralreichen Erzkörper liegt, wurden in der Gegend um Franklin und in der Nähe des Wallkill River, weitere Bergwerke und später auch Hüttenwerke betrieben. Abgebaut und verarbeitet wurde vor allem Eisen und Zink. 1897 vereinigten sich alle Bergwerke rund um Franklin zur „New-Jersey Zinc Company“ – später umbenannt in Horsehead Corporation –, die zum größten Arbeitgeber in Franklin wurde und sogar Immigranten aus Russland, Großbritannien, Ungarn und Polen anzog. 1966 ging die Horsehead Corporation in die Gulf+Western (Gulf and Western Industries, Inc) auf.

## Mineralfunde

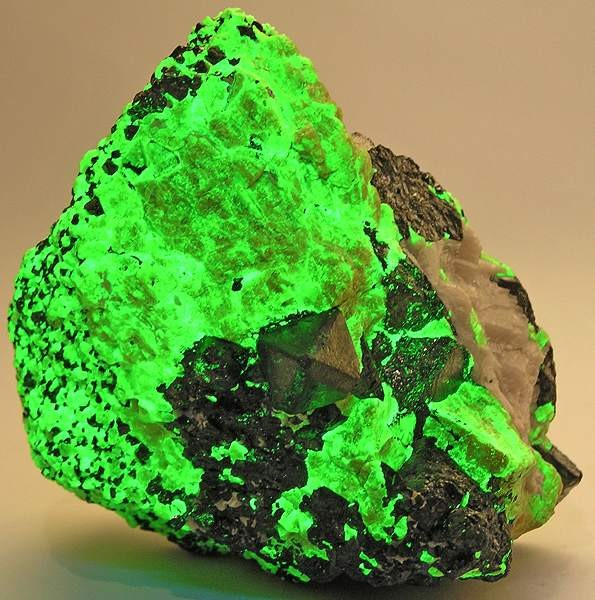
Franklinit und Willemit aus der „Franklin Mine“

Seit Beginn des Bergbaus wurden im Bergbaugebiet um Franklin über 250 Minerale und Mineral-Varietäten gefunden, viele davon auch fluoreszierend.
Für die Minerale Axinit-(Mn), Bannisterit, Bementit, Bostwickit, Bustamit, Cahnit, Charlesit, Chlorophoenicit, Cianciulliit, Klinoedrit, Epidot-(Pb), Esperit, Feitknechtit, Fluor-Uvit, Franklinfurnaceit, Franklinit, Franklinphilit, Gageit (und Gageit-2M), Glaukochroit, Hancockit, Hardystonit, Hendricksit, Hodgkinsonit, Holdenit, Jarosewichit, Jerrygibbsit, Johannsenit, Johnbaumit, Kittatinnyit, Larsenit, Lennilenapeit, Leukophönicit, Loseyit, Magnesiochlorophönicit, Margarosanit, Marsturit, Minehillit, Nasonit, Nelenit, Petedunnit, Roeblingit, Roweit, Samfowlerit, Schallerit, Sclarit, Sussexit, Turneaureit, Wawayandait, Yeatmanit und Zinkit gilt der Ort zudem als Typlokalität.